# Sei Fuwa
Sei Fuwa (jap. 不破 整, Fuwa Sei; * 2. Juli 1915 in Tokio; † vor 2004) war ein japanischer Fußballspieler.

## Karriere
Fuwa spielte in der Jugend für die Waseda-Universität. Mit der japanischen Nationalmannschaft qualifizierte er sich für die Olympischen Spiele 1936 in Berlin. Er gewann im Jahr 1938 mit Waseda-Universität den Kaiserpokal. Nach seinem Abschluss wechselte er zu den Waseda WMW.

## Errungene Titel
- Kaiserpokal: 1938
- Japan Football Hall of Fame: 2016 (Japanische Fußballnationalmannschaft – Olympischen Spiele 1936)